# Eli Dayan

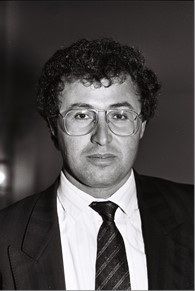
Eli Dayan

Eli Dayan (hebräisch אלי דיין; * 25. Oktober 1949 in El-Kelâa M’Gouna, Marokko) ist ein israelischer Rechtsanwalt und Politiker der Israelischen Arbeiterpartei (Awoda), der langjähriger Bürgermeister von Aschkelon, zwischen 1988 und 1996 Mitglied der Knesset sowie zeitweise Stellvertretender Außenminister war.

## Leben
Dayan absolvierte nach seiner Einwanderung (Alija) nach Israel 1963 seinen Schulbesuch und danach ein Studium der Rechtswissenschaften an der Hebräischen Universität Jerusalem, das er mit einem Bachelor of Laws (LL.B.) beendete. Nach seinem Militärdienst bei den Verteidigungsstreitkräften, den er als Leutnant abschloss, nahm er eine Tätigkeit als Rechtsanwalt auf.
1978 wurde Dayan, der auch Vorsitzender der Oded-Bewegung ist, Bürgermeister von Aschkelon und bekleidete diese Funktion 13 Jahre lang bis 1991.
Am 21. November 1988 wurde Dayan für die HaMa’arach, einer Allianz linksgerichteter Parteien, zu der auch die Awoda gehörte, in der 12. Wahlperiode Mitglied der Knesset und gehörte dieser bis zum Ablauf der 13. Wahlperiode am 17. Juni 1996. Während seiner Parlamentszugehörigkeit war er zwischen Juli 1992 und Juli 1995 Vorsitzender des Unterausschusses für Banken sowie zeitweise Mitglied des Hauptausschusses sowie der Knessetausschüsse für internationale Angelegenheiten und Umwelt, für Finanzen, für Verfassung, Recht und Justiz, für die Ernennung von Rabbinern zu Richtern, für Staatliche Kontrolle, für den Status von Frauen und Gleichberechtigung und für die Zweitverwaltung von Fernsehen und Radio sowie des Gemeinsamen Ausschusses für das Gesetz zur nationalen Gesundheitsversicherung.
Am 25. Juli 1995 wurde Ben-Meir, der während der 13. Wahlperiode zeitweilig Vorsitzender der Fraktion der Awoda war, stellvertretender Außenminister und bekleidete diese Funktion als Vertreter der Außenminister Schimon Peres sowie anschließend Ehud Barak bis zu seinem Ausscheiden aus der Knesset am 17. Juni 1996.